# Pata (Galanta)
Pata es un municipio del distrito de Galanta en la región de Trnava, Eslovaquia, con una población estimada a final del año 2024 de 3274 habitantes.
Se encuentra ubicado en el centro-sur de la región, en la depresión danubiana y cerca del río Váh (cuenca hidrográfica del Danubio) y de la región de Bratislava.

## Demografía
| Año        | 1994 | 2004    | 2014    | 2024    |
| ---------- | ---- | ------- | ------- | ------- |
| Población  | 2906 | 3051    | 3077    | 3274    |
| Diferencia |      | +4,98 % | +0,85 % | +6,40 % |

| Año        | 2023 | 2024    |
| ---------- | ---- | ------- |
| Población  | 3273 | 3274    |
| Diferencia |      | +0,03 % |